# THE DREAM CHAPTER: MAGIC
『THE DREAM CHAPTER: MAGIC』（ザ・ドリーム・チャプター: マジック）は、韓国の5人組男性アイドルグループTOMORROW X TOGETHERの韓国での1stスタジオ・アルバム。2019年10月21日にBig Hit Entertainment、Dreamus、リパブリック・レコードからリリースされた。

## 背景
10月1日にディザー映像がYouTubeで公開され、1stスタジオ・アルバムである本作の全世界同時リリースが発表された。10月3日にはコンセプトトレーラーが公開され、メンバーのパフォーマンスとプロジェクションマッピングが融合した「重力を無視するような」振り付けを披露した映像が公開された。同時に、今回のアルバムでは「SANCTUARY」と「ARCADIA」の2つのコンセプトでリリースされることが発表された。10月7日には「SANCTUARY」のコンセプトである、昼間の学校をイメージしたメンバーの写真が公開された。その翌日には「ARCADIA」のコンセプトである、暗いイメージのメンバーの写真が公開された。両コンセプト共に、逸脱を夢見るメンバーの姿が描かれている。10月11日には全収録内容、10月17日には2つ目のディザー映像、10月18日にはプレビュー映像、発売日である10月21日には「9 and Three Quarters (Run Away)」のミュージックビデオが公開された。
アルバム発売後は、11月13日から16日にかけて「Magic Island」メンバー個別のディザー映像が、翌日には「Magic Island」のミュージックビデオ、28日には「Angel Or Devil」のメンバー個別のディザー映像とミュージックビデオが公開された。
発売日である10月21日より、「9 and Three Quarters (Run Away)」「New Rules」「Angel or Devil」のプロモーションが開始され、同日にソウル特別市西大門区の延世大学校コンサートホールでライブを行った。10月29日、SBSMTVの「THE SHOW」で「9 and Three Quarters (Run Away)」が1位を獲得した。

## 音楽性
本作は、デビューミニアルバムである『THE DREAM CHAPTER: STAR』に続いて、TOMORROW X TOGETHERが成長する中で向き合う経験の物語が展開される。さらにこのアルバムからは、「魔法のようなな冒険談」が語られ、自分たちと似て非になる友人と出会ったメンバーが、共に過しながら起こる魔法のような瞬間、そして彼らの経験する変化や混乱、爆発する感情などを一緒に共有しながら少年へと成長していく様子が描かれている。
本作に収録されている全8曲には、R&B、トロピカルハウス、アコースティックポップ、ヒップホップ・ミュージックなど多岐にわたる音楽ジャンルが用いられている。

### New Rules
納得のいかない世の中のルールを変えて新しいルールを作りたいという意味を込めた「New Rules」は、グルービーなジャムから始まり、シャウト・アローン、アンセム的なコーラス、そしてトラップを取り入れたフックへと変化していく。

### 9 and Three Quarters (Run Away)
タイトル曲である「9 and Three Quarters (Run Away)」は、辛い現実から逃れて9と4分の3番線のプラットフォームから仲間だけの魔法の国に旅立ちたいという内容が描かれている。また、友人同士で共有する神聖な瞬間の中に強さを見出すことをテーマにしており、J・K・ローリングの小説『ハリー・ポッター』シリーズに登場する「9¾番線（9と3/4番線）」を連想させる。曲調はニュー・ウェイブのヴァイブスを取り入れたシンセポップで、ポップ・ロックにフィーチャーしたシンセポップとなっている。

### Roller Coaster
「Roller Coaster」はハウス・ミュージックで、恋する気持ちをジェットコースターに例えている。

### Poppin’ Star
「Poppin’ Star」はバブルガム・ポップで、甘酸っぱい恋の刺激を味わいたいという気持ちを表現している

### Can't We Just Leave The Monster Alive?
「Can't We Just Leave The Monster Alive?」はエレクトロ・ポップで、いつまでも少年でいたいという気持ちをゲームになぞらえている。

### Magic Island
「Magic Island」もエレクトロ・ポップで、疲れた現実の中で、「君と僕の始まりのあの魔法の島を忘れないで」と歌う。

### 20cm
「20cm」はR&Bバラードで、友達から好きな人へと変わる瞬間に意識する2人の身長差を表している。

### Angel Or Devil
「Angel Or Devil」はバウンス・ミュージックとヒップホップで、自分の中の天使と悪魔が葛藤する恋心を描いている。

## ミュージックビデオ
発売日である10月21日に公開された「9 and Three Quarters (Run Away)」のミュージックビデオでは、メンバーが魔法を使うことができる新しい世界に行く高校生として描かれている。ミュージックビデオはKim Ouiが監督と制作を行った。
11月17日に公開された「Magic Island」のミュージックビデオでは、約14分にわたる長編の中で、制服を着たメンバーがともに冒険をし「Magic Island」へと行くストーリーが展開される。ミュージックビデオはDigipediが監督と制作を行った。
11月28日に公開された「Angel Or Devil」のミュージックビデオは、歌詞とタイトルの二面性を追求したもので、メンバーが「天使か悪魔か」を議論しながら、エネルギッシュな振り付けを披露している。

## 収録曲
| #         | タイトル                                   | 作詞・作曲 | プロデューサー     | 時間  |
| --------- | ------------------------------------------ | --- | ------------------ | ----- |
| 1.        | 「New Rules」                              | Supreme Boi, EL CAPITXN, Daniel Caesar, Ludwig Lindell, Jordan “DJ Swivel” Young, Candace Nicole Sosa, Max Lynedoch Graham, Matt Thomson, Wilhelm Börjesson, danke | Supreme Boi        | 2:55  |
| 2.        | 「9 and Three Quarters (Run Away)」        | 'hitman'bang, Supreme Boi, Slow Rabbit, Melanie Joy Fontana, Michel 'Lindgren' Schulz, Andreas Carlsson, Pauline Skött, Peter St. James                            | Slow Rabbit        | 3:32  |
| 3.        | 「Roller Coaster」                         | "hitman" bang, Supreme Boi, Sam Klempner, Jacob Attwooll, Slow Rabbit, ADORA, Huening Kai, EL CAPITXN, 정바비                                                      | Sam Klempner       | 3:34  |
| 4.        | 「Poppin’ Star」                           | "hitman" bang, Shae Jacobs, Lauren Amber Aquilina, ADORA, 정수경, 송재경                                                                                           | Shae Jacobs        | 3:13  |
| 5.        | 「Can't We Just Leave The Monster Alive?」 | "hitman" bang, Wonderkid, 신쿵, Melanie Joy Fontana, Michel 'Lindgren' Schulz, ADORA, Joni, 정수경                                                                 | Wonderkid, 신쿵    | 3:51  |
| 6.        | 「Magic Island」                           | "hitman" bang, Supreme Boi, Slow Rabbit, Peter Thomas, Jake Torrey, 송재경, Joni, GHSTLOOP                                                                         | Peter Thomas       | 3:13  |
| 7.        | 「20cm」                                   | "hitman" bang, Supreme Boi, Jordan Kyle, 신혁, Jayrah Gibson, danke, ADORA, Hiss noise, 정바비, Joni                                                               | Jordan Kyle, 신혁  | 3:37  |
| 8.        | 「Angel Or Devil」                         | "hitman" bang, Supreme Boi, Pdogg, Slow Rabbit, Melanie Joy Fontana, Michel 'Lindgren' Schulz, Peter Ibsen, Naitumela Masuku                                       | Pdogg, Slow Rabbit | 3:52  |
| 合計時間: | 合計時間:                                  | 合計時間: | 合計時間:          | 27:47 |

## チャート成績
本作は、ガオンアルバムチャートで初週1位を記録し、初週売上12.4万枚を突破し、前作の『THE DREAM CHAPTER: STAR』に続く2枚目のチャート・トップ・アルバムとなった。また、ビルボードのワールド・アルバム・チャートで3位、トップ・ヒートシーカーズのアルバム・チャートで6位を記録した。
また、本作に収録されている4曲がビルボード・ワールド・デジタル・ソングスチャートにランクインし、タイトル曲「9 and Three Quarters (Run Away)」が2位を記録した。さらに「New Rules」が16位、「20cm」が18位、「Angel or Devil」が21位を記録した。

### 週間チャート
- ARIAチャート（オーストラリア）: 22位[35]
- ウルトラトップ（ベルギー）: 125位[36]
- 全国音楽出版組合（フランス）: 39位[37]
- オリコンチャート（日本）: 11位[38]
- ガオンアルバムチャート（韓国）: 1位[39]
- イギリスアルバムダウンロードチャート（イギリス）: 29位[40]
- ビルボード（アメリカ）: 3位[41]

### 年間チャート
- ガオンアルバムチャート（韓国）: 27位[42]

### 売上枚数
日本では5,600枚、韓国では202,302枚、アメリカ（ニールセン・サウンドスキャン）では2,000枚を記録した。

## 評価
ビルボードは、このアルバムを「このテーマにインスパイアされた複雑で変化に富んだサウンドスケープで、グルーヴ、パンクポップ、R&B、ハウス、その他幅広いジャンルの要素が散りばめられており、スビン、ヨンジュン、ボムギュ、テヒョン、ヒュニンカイの5人は、今年最も音楽的にエキサイティングな新人アーティストの1人として、自分たちの側面をより多く共有している」と評している。
クリスタル・ベルはMTVの取材に応じ、このアルバムのジャンルの折衷的なミックスについて、「彼らの特徴であるエネルギーとスタイルを完全に失うことなく、グループのサウンドを多様化させている」と評価している。
タイトル曲である「9 and Three Quarters (Run Away)」は、Dazedの2019年のベストK-POP曲20曲に2位を記録し、同誌はこの曲を「シームレスに織り成された磁気的な衝動感があり、絶望と反抗の光のようなミックスで炸裂するコーラスでは、メロディを追いかけるようにフックの効いた火花が散りばめられている」と評している。
ビルボードは「The 25 Best K-pop Songs of 2019: Critics' Picks」のリストに同曲を収録し、「Magic Island」はMTVの「The Best K-pop B-sides of 2019」のリストに収録された。

### 2019年末
| 評価                               | ランキング                          | 曲                              | 順位 | 脚注   |
| ---------------------------------- | ----------------------------------- | ------------------------------- | ---- | ------ |
| ビルボード                         | 2019年ベストK-POPソング25           | 9 and Three Quarters (Run Away) | 4    | [ 50 ] |
| BuzzFeed                           | 2019年ベストK-POPミュージックビデオ | 9 and Three Quarters (Run Away) | 6    | [ 51 ] |
| BuzzFeed                           | 2019年にK-POPの定義に役立った30曲   | 9 and Three Quarters (Run Away) | 6    | [ 52 ] |
| デイズド                           | 2019年ベストK-POPソング20           | 9 and Three Quarters (Run Away) | 2    | [ 53 ] |
| KultScene                          | 2019年K-POPソング50選               | 9 and Three Quarters (Run Away) | 21   | [ 54 ] |
| サウスチャイナ・モーニング・ポスト | 2019年K-POPソング10選               | 9 and Three Quarters (Run Away) | 9    | [ 55 ] |
| MTV                                | 2019年ベストK-POP B面               | Magic Island                    | 9    | [ 25 ] |

### 音楽番組
| プログラム          | 日付           | 曲                              | 脚注   |
| ------------------- | -------------- | ------------------------------- | ------ |
| THE SHOW（SBS MTV） | 2019年10月29日 | 9 and Three Quarters (Run Away) | [ 56 ] |